# Wings (canção de Ringo Starr)
"Wings" é uma canção de Ringo Starr, lançada como single de seu álbum de estúdio Ringo 2012. Ela foi originalmente lançada no álbum Ringo the 4th. Foi co-escrita com Vine Poncia em 1977. Foi o primeiro single lançado de Ringo 2012.

## Pessoal
- Ringo Starr: Bateria, Percussão, Vocal, Teclados, Backing Vocals
- Joe Walsh: Guitarra
- Benmont Tench: Orgão
- Bruce Sugar: Piano, arranjo de sopros
- Amy Keys: Backing Vocals
- Kelly Moneymaker: Backing Vocals